# Université d'État de l'Illinois
Pour les articles homonymes, voir ISU.
L'université d'État de l'Illinois (en anglais : Illinois State University ou ISU) est une université américaine fondée en 1857, située à Normal dans l'État de l'Illinois.

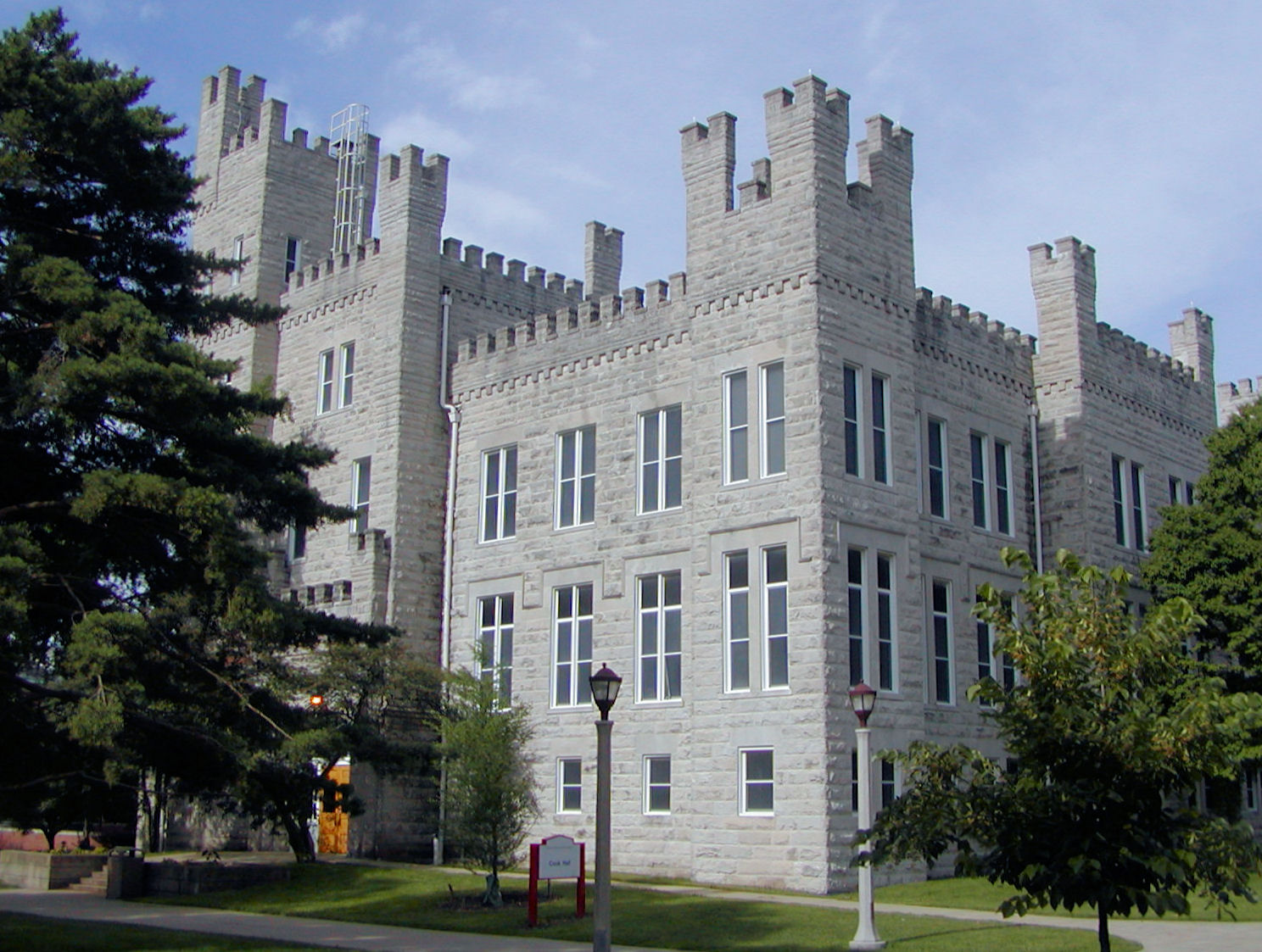
John W. Cook Hall.

## Personnalités liées à l'université

### Professeurs
- C. S. Giscombe, poète, romancier, essayiste, éditeur, universitaire

### Étudiants
- Jeremy Accardo
- Cathy Boswell
- Gary Cole
- Margaret Haley
- John Malkovich
- Laurie Metcalf
- Aisha Praught-Leer